# Partido da Esquerda Socialista
O Partido da Esquerda Socialista (em norueguês: Sosialistisk Venstreparti, SV) é um partido político da Noruega.
O partido foi fundado em 1973, inicialmente como uma aliança eleitoral, com o nome de Liga Eleitoral Socialista. A aliança era composta por três partidos políticos: Partido Comunista da Noruega; Partido Popular Socialista e, Socialistas Democráticos - AIK. Além disto, a aliança estava aberta a socialistas independentes. Em 1975, a aliança converteu-se num partido, porém, o Partido Comunista da Noruega rejeitou dissolver-se e, continuou como partido, fora da aliança.
O partido encontra-se à esquerda do Partido Trabalhista Norueguês, seguindo uma linha socialista democrática, ecossocialista, feminista e, opondo-se à entrada da Noruega na União Europeia e, à participação da Noruega na OTAN. 
Nos últimos anos, o partido afastou-se da esquerda radical e, aproximou-se do centro-esquerda, tendo entrado num governo de coligação, pela primeira vez, com o Partido Trabalhista Norueguês e o Partido do Centro. Esta moderação, levou a muitos consideram que o partido adoptou uma ideologia social-democrata. 
O partido é liderado por Audun Lysbakken desde 2012 e, integra a Esquerda Nórdica Verde.

## Resultados eleitorais

### Eleições legislativas
| Data | CI. | Votos   | %            | +/- | Deputados | +/- | Status   |
| ---- | --- | ------- | ------------ | --- | --------- | --- | -------- |
| 1973 | 4.º | 241 851 | 11,2 / 100,0 |     | 16 / 155  |     | Oposição |
| 1977 | 6.º | 96 248  | 4,2 / 100,0  | 7,0 | 2 / 155   | 14  | Oposição |
| 1981 | 4.º | 121 561 | 4,9 / 100,0  | 0,7 | 4 / 155   | 2   | Oposição |
| 1985 | 5.º | 141 950 | 5,5 / 100,0  | 0,6 | 6 / 157   | 2   | Oposição |
| 1989 | 4.º | 266 782 | 10,1 / 100,0 | 4,6 | 17 / 165  | 11  | Oposição |
| 1993 | 4.º | 194 633 | 7,9 / 100,0  | 2,2 | 13 / 165  | 4   | Oposição |
| 1997 | 6.º | 155 307 | 6,0 / 100,0  | 1,9 | 9 / 165   | 4   | Oposição |
| 2001 | 4.º | 316 397 | 12,5 / 100,0 | 6,5 | 23 / 165  | 14  | Oposição |
| 2005 | 4.º | 232 971 | 8,8 / 100,0  | 3,7 | 15 / 169  | 8   | Governo  |
| 2009 | 4.º | 166 361 | 6,2 / 100,0  | 2,6 | 11 / 169  | 4   | Governo  |
| 2013 | 7.º | 116 021 | 4,1 / 100,0  | 2,1 | 7 / 169   | 4   | Oposição |
| 2017 | 5.º | 175 885 | 5,9 / 100,0  | 1,8 | 11 / 169  | 4   | Oposição |